# White Kennett
White Kennett (10 de agosto de 1660 - 19 de dezembro de 1728) foi um bispo e antiquário inglês. Ele foi educado na Westminster School e no St Edmund Hall, Oxford, onde, enquanto estudante de graduação, publicou várias traduções de obras latinas, incluindo In Praise of Folly, de Erasmo. 

## Vida
Kennett foi vigário de Ambrosden, Oxfordshire, de 1685 a 1708. Durante sua incumbência, ele retornou a Oxford como tutor e vice-diretor do St Edmund Hall, onde deu um impulso considerável ao estudo de antiguidades. George Hickes deu-lhe aulas de inglês antigo. Em 1695, ele publicou Antiguidades Paroquiais. Em 1700 tornou-se reitor de St Botolph's Aldgate, Londres, e em 1701 arquidiácono de Huntingdon.
Para um sermão elogioso sobre o recém-falecido William Cavendish, 1º Duque de Devonshire, Kennett foi recomendado em 1707 para o decanato de Peterborough. Posteriormente, ele se juntou ao partido da Igreja Baixa, opôs-se vigorosamente ao movimento Sacheverell e, na controvérsia bangoriana, apoiou com grande zelo e considerável amargura o lado do bispo Hoadly. Sua intimidade com Charles Trimnell, bispo de Norwich, que era muito favorecido por George I da Grã-Bretanha, garantiu-lhe em 1718 o bispado de Peterborough. Ele morreu em Westminster em dezembro de 1728. White Kennett Street, perto de St Botolph, Aldgate, recebeu o nome dele.